# مدل وبکم
یک مدل وبکم بازیگر ویدیویی است که با پخش زنده وبکم از طریق اینترنت پخش می‌شود. مدل وب کم اغلب عملکردهایی شهوانی به صورت آنلاین، مانند رقص بهره در مقابل پول، کالا یا توجه از خود بروز می‌دهد. آنها همچنین می‌توانند ویدیوهای اجرای خود را به فروش برسانند.
از آنجایی که بسیاری از مدل‌های وب‌کم در خانه‌هایشان فعالیت می‌کنند، آنها در محدوده محتوای جنسی برای پخش خودمختار هستند. اکثراً به‌صورت برهنه رفتارهای تحریک آمیز جنسی از خود نشان می‌دهند.